# Zhao Jie
Zhao Jie (en chino: 赵杰; Kunshan, 13 de octubre de 2002) es una deportista china que compite en atletismo. Participó en los Juegos Olímpicos de París 2024, obteniendo una medalla de bronce en la prueba de lanzamiento de martillo.

## Palmarés internacional
| Juegos Olímpicos | Juegos Olímpicos | Juegos Olímpicos  | Juegos Olímpicos |
| Año              | Lugar            | Medalla           | Prueba           |
| ---------------- | ---------------- | ----------------- | ---------------- |
| 2024             | París (Francia)  | Medalla de bronce | Martillo         |